# Sophie Tabbiani
Sophie Tabbiani (Genova, 18 giugno 2004) è una nuotatrice artistica italiana.

## Palmarès
- Europei

Belgrado 2024: argento nella gara a squadre (programma libero), bronzo nella gara a squadre (programma tecnico) e nella gara a squadre (programma combinato)
Funchal 2025: oro nella gara a squadre (programma acrobatico), argento nella gara a squadre (programma libero)

### Coppa del Mondo
- 5 podi:
  - 2 vittorie (2 nella gara a squadre)
  - 2 secondi posti (2 nella gara a squadre)
  - 1 terzo posto (1 nella gara a squadre)

#### Coppa del mondo - vittorie
| Data           | Luogo    | Paese  | Disciplina      |
| -------------- | -------- | ------ | --------------- |
| 14 maggio 2023 | Soma Bay | Egitto | Team libero     |
| 3 maggio 2025  | Markham  | Canada | Team acrobatico |